# Rafael Fuster Pardo
Rafael Fuster Pardo (Barcelona, 25 de setembre de 1951) és un director de cinema, productor i director de fotografia català establert a Alemanya.

## Biografia
Es va traslladar amb els seus pares de Barcelona a Travemünde quan tenia deu anys. Ja estava interessat pel cinema quan era a l'escola; va començar amb Super-8 i sempre va voler fer-ne la seva professió. Però primer va aprendre la professió de dibuixant tècnic, després la de dissenyador d'edificis. Després de treballar durant deu anys com a dissenyador d'edificis a Lübeck, va estudiar cinema el 1978 a la Deutsche Film- und Fernsehakademie Berlin.
Després de dues pel·lícules codirigides, la seva reeixida pel·lícula In der Wüste va ser la seva primera pel·lícula dirigida exclusivament per ell. Basada en una història d'Antonio Skármeta, va rebre excel·lents crítiques internacionals immediatament després de la seva estrena.
El director és membre del Berliner Arbeitskreis Film e.V. (BAF). Amb el projecte „Rettet den Film! – ,Die Schule des Sehens'“ va treballar com a director al programa „Künstler/innen in die Schulen“.
En les seves pel·lícules i guions, es dedica, entre altres coses, a l'examen d'obres literàries, que són els seus interessos artístics posteriors. Treballa en diverses associacions literàries i és membre de l'E.T.A. Hoffmann-Gesellschaft.

## Filmografia (selecció)
- 1979: Music for Millions (co-director, co-autor i director de fotografia)
- 1981: No Place To Go (co-director i director de fotografia)
- 1981: Amphitryon von Michael de Groot (co-director de fotografia)
- 1982: Si vivieramos juntos – Wenn wir zusammen lebten d’Antonio Skármeta (director de fotografia i co-muntatge)
- 1983: Fehlverbindungen de Michael de Groot (muntatge)
- 1984: Kindermord de Sybille Ludwig (director de fotografia i muntatge)
- 1985: Wie ein freier Vogel – Como un pajaro libre de Hark Bohm (co-muntatge)
- 1987: In der Wüste (director, director de fotografia i muntatge)
- 1995: Voglio dire una cosa, assolutamente, che sentano tutti! (director, co-director de fotografia i guió)
- 2001/2005: Beton streicheln – eine Begegnung mit Engelbert Kremser (guió, muntatge i director)
- 2007: ORANGE ODYSSEY 2007 - Tangerine Dream Live in Eberswalde (director de fotografia)
- 2008: SPANISCHE SERENADE – BURSTEIN & LEGNANI Live in der Villa Kreuzberg (director de fotografia)
- 2008: THE EPSILON JOURNEY - Live in Eindhoven, Netherlands - Tangerine Dream Plays Edgar Froese (enregistrament, director de fotografia i co-muntatge)

## Premis
- Premi Max Ophüls 1987, Premi del Jurat per In der Wüste
- Nominació al Premi Ciga, Festival Internacional de Cinema de Sant Sebastià 1987, Zabaltegi per In der Wüste
- Fòrum del 72è Festival Internacional de Cinema de Berlín per In der Wüste